# Policentryczny system prawa
Policentryczny system prawa – system prawa, który w przeciwieństwie do systemów prawa stanowionego przez legislaturę państwa, zakłada współistnienie niezależnych i konkurujących ze sobą systemów prawnych. Podstawą obowiązywania w sporze danego systemu prawnego jest porozumienie stron lub decyzja sądu.
System ten jest elementem anarchokapitalistycznej wizji ładu bezpaństwowego, zakładającej istnienie sądownictwa opartego wyłącznie na konkurujących ze sobą sądach prywatnych.